# Zbieractwo
Zbieractwo – zbieranie płodów dziko rosnących roślin, między innymi runa leśnego, stanowiące podstawę utrzymania społeczeństw pierwotnych, jedna z najstarszych form gospodarki, występowało zwykle w połączeniu z łowiectwem, tworząc wraz z nim podstawę pierwotnego podziału pracy. Jako forma utrzymania niektórych społeczeństw zachowało się do czasów współczesnych.